# هامور منقوط سرخ
نام علمی گونه :
(Epinephelus areolatus (Forsskal,۱۷۷۵
نامهای علمی مترادف: ندارد
نام انگلیسی:
Areolated grouper
نام فارسی : هامور منقوط سرخ
اندازه : به‌طور متوسط طول بدن به ۳۵ سانتیمتر و حداکثر تا ۴۰ سانتیمتر می‌رسد.
مشخصات: بدن قهوه‌ای مایل به سرخ پوشیده از لکه‌های آبی یا سفید، ارتفاع بدن کمتری از طول سر و باله پشتی دارای ۹ شعاع سخت و ۱۴ شعاع می‌باشد، باله سینه‌ای دارای ۱۶ تا ۱۸ شعاع نرم، باله مخرجی دارای ۳ شعاع سخت و ۹ شعاع نرم، باله شکمی دارای یک شعاع سخت و ۵ شعاع نرم، خط جانبی دارای ۹۵ تا ۱۱۵ عدد فلس و باله مخرجی نوک دار می‌باشد. باله دمی و بخش عقبی باله‌های پشتی و مخرجی و حاشیه خارجی باله سینه‌ای زرد رنگ است.
زیست‌شناسی : در آبهای ساحلی تا اعماق متوسط روی بسترهای سنگی و ماسه‌ای زیست می‌کنند و از سخت پوستان و ماهیهای ریز تغذیه می‌نماید.
نامهای مورد استفاده در جنوب ایران : ــ
وسایل صید: گرگور، قلاب دستی، ترال کف، رشته قلابهای طویل